# Hundred (Virginia Occidental)
Hundred es un pueblo ubicado en el condado de Wetzel en el estado estadounidense de Virginia Occidental. En el Censo de 2010 tenía una población de 299 habitantes y una densidad poblacional de 229,97 personas por km².

## Geografía
Hundred se encuentra ubicado en las coordenadas 39°41′1″N 80°27′27″O / 39.68361, -80.45750. Según la Oficina del Censo de los Estados Unidos, Hundred tiene una superficie total de 1.3 km², de la cual 1.3 km² corresponden a tierra firme y (0%) 0 km² es agua.

## Demografía
Según el censo de 2010, había 299 personas residiendo en Hundred. La densidad de población era de 229,97 hab./km². De los 299 habitantes, Hundred estaba compuesto por el 99% blancos, el 0% eran afroamericanos, el 0% eran amerindios, el 0% eran asiáticos, el 0% eran isleños del Pacífico, el 0% eran de otras razas y el 1% pertenecían a dos o más razas. Del total de la población el 1.34% eran hispanos o latinos de cualquier raza.